# 藍敏凱寧組曲

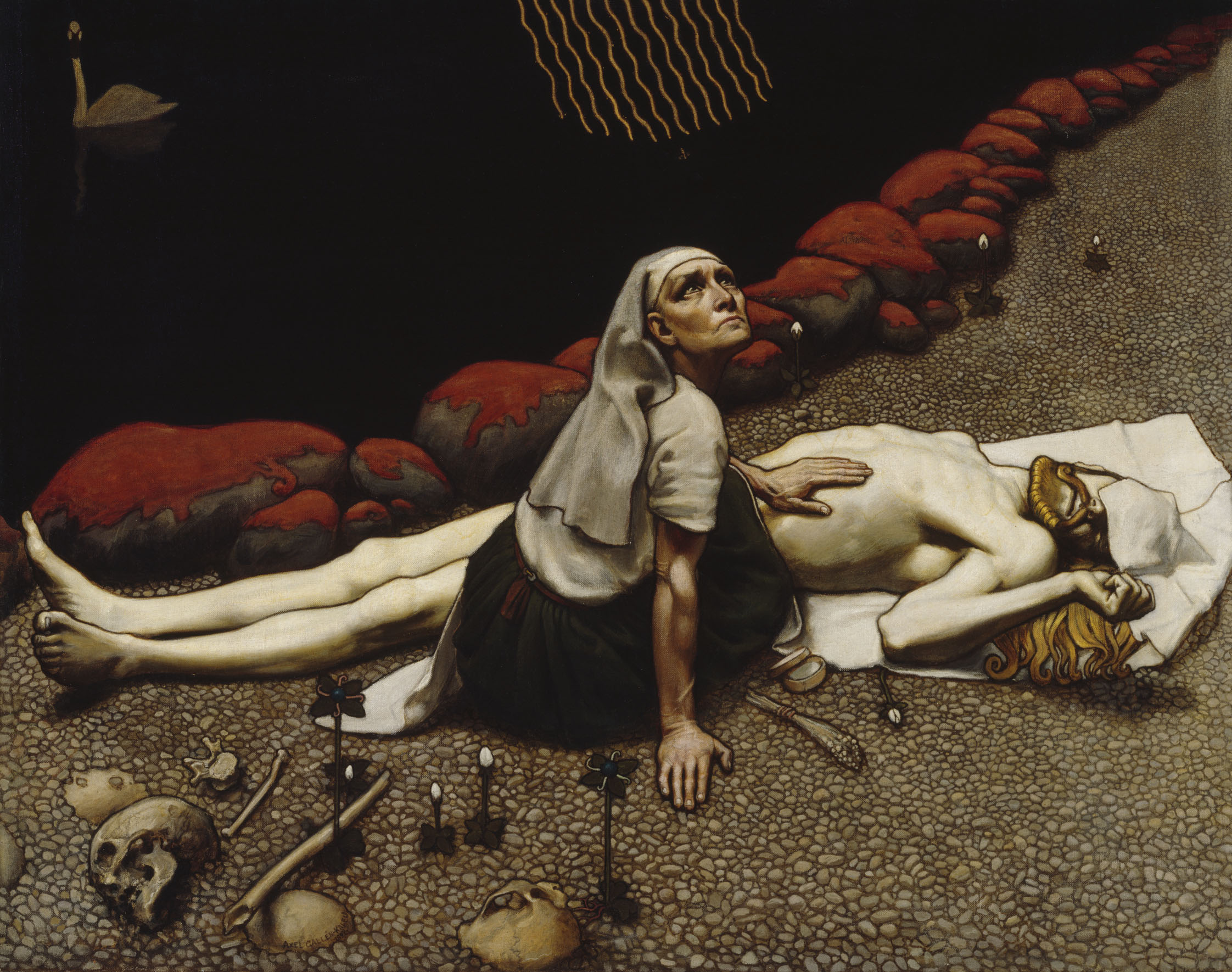
画作《勒明蓋寧的母親》，由阿克塞利·加倫-卡勒拉于1897年所做

《藍敏凱寧組曲》（英語：Lemminkäinen Suite，或译为《列敏凯宁组曲》），作品22，是由芬兰作曲家西貝流士于1893年至1895年所完成的由四个乐章所组成的交响诗，是西貝流士在1890年到1891年于維也納音樂與表演藝術大學学习后创作的第四部管弦乐作品，是继《库勒沃》后西貝流士创作的第二个大型交响作品，于1896年4月13日在赫尔辛基由西貝流士亲自指挥赫尔辛基爱乐乐团首演。该作品取材于芬兰民族史诗《卡勒瓦拉》中的角色勒明蓋寧的神话传奇，而其中最为著名的第二乐章《圖奧內拉的天鵝》则取自他未完成的歌剧《船的建造》中的序曲。现今的管弦乐团演出通常只选取其中的某一个乐章进行单独的演奏，而又以《圖奧內拉的天鵝》作为单一曲目的演出最为频繁。

## 历史

### 原先歌剧的创作
西貝流士早年十分痴迷于阅读芬蘭神話，尤其是1835年发布的神话著作《卡勒瓦拉》，这为后来的《藍敏凱寧組曲》的创作提供了灵感来源。作为一个浪漫民族主义的作曲家，也受到19世纪卡累利阿主义的影响；1891年，西貝流士去到卡累利阿旅行并收集素材，在此期间他所创作的交响曲《库勒沃》和《卡累利阿組曲》均取得巨大成功，这鼓励了西貝流士继续进行浪漫民族主义音乐创作的热情。1893年，西貝流士受到芬蘭的民族史詩《卡勒瓦拉》的启发在芬兰小镇魯奧韋西开始创作歌剧《船的建造》，由于西貝流士当时受到維堡当地一个學生會的委托去创作《卡累利阿音乐》以及遇到关于该歌剧剧本和歌词的创作瓶颈，也是因为从拜羅伊特返回后，西貝流士发现自己对于管弦音乐创作的痴迷明显多于歌剧的创作，因此歌剧《船的建造》的创作被打断。尽管除了序曲以外，全本的《船的建造》并没有被西貝流士所完成，但它为后来的取而代之的《藍敏凱寧組曲》确定了音乐风格并奠定了创作基础，原来的序曲也成为后来人们所熟知的《圖奧內拉的天鵝》。

### 首演
1893年至1895年，西貝流士开始了《藍敏凱寧組曲》的创作。他在首演之前开始指挥管弦乐团排练该组曲，但由于其难度原因直接导致了来自部分演奏成员的不满。在一次排练期间，他的妻子曾因为听到乐团成员之间的争吵而哭泣。该作品于1896年四月中旬在赫尔辛基首演，其反响却是褒贬不一的。芬兰作曲家奥斯卡·梅里坎托对该作品表示好评，认为其音乐形式和所表达内容均十分得当；而芬兰音乐评论家卡尔·弗洛丁曾对该作品除《藍敏凱寧與島上的少女》以外的作曲和演奏给出了及其尖锐的负面评价，认为该作品对于观众来说是“暴力的催眠”，其中的《圖奧內拉的天鵝》过于冗长和无聊；加之西貝流士本人也并没有对该作品的首演很满意，使得他之后对该组曲进行了重写。

### 修改
1896年至1897年期间，西貝流士对该作品进行了较大的修改，新一版的作品中，他删除了原先鐘琴和鈴鼓在《藍敏凱寧与岛上的少女》里的配器设置，并在《藍敏凱寧的归来》中去除掉了许多细节，原先《藍敏凱寧的归来》的演奏时长是现在的两倍之多，且以沉思而非激烈的情绪作为结尾。西貝流士指挥赫尔辛基爱乐乐团于1897年的11月1日对修改过后的作品进行了重演。尽管来自观众的反响很好，但是卡尔·弗洛丁依旧对新一版“病态”的作品表达了他的不满。西貝流士对这样的评价感到十分沮丧，最终的作品在之后的很长一段时间没有了下文，西貝流士在之后的数十年都没有再次演奏《藍敏凱寧组曲》。1900年，其中的两个乐章《圖奧內拉的天鵝》和《藍敏凱寧的归来》对外发布。直到1933年，西貝流士在芬兰指挥家羅伯特·卡亞努斯的庄园中重新取得《藍敏凱寧组曲》的乐谱，他重新审视并修改该作品。西貝流士于1935年暨初版《卡勒瓦拉》发布一百周年的纪念音乐会中重新指挥该作品，剩下的两个乐章《藍敏凱寧在圖奧內拉》和《藍敏凱寧与岛上的少女》得以发布。西貝流士于1939年对组曲做出了最终的修改，将原先第二乐章《藍敏凱寧在圖奧內拉》和第三乐章《圖奧內拉的天鵝》的顺序相调换。由于第二次世界大战的原因，全本的《藍敏凱寧組曲》于1954年发布。

## 配器
|  |  | 木管乐器 2 长笛 2 短笛（第四乐章） 2 双簧管 1 英國管 2 单簧管 2 巴松管 1 低音單簧管 | 铜管乐器 4 圆号 3 小号 3 长号 1 低音號 | 打击乐器 定音鼓 鈴鼓 大鼓 三角铁 銅鈸 鐘琴 | 弦乐器 第一、第二小提琴 中提琴 大提琴 低音提琴 竖琴 |

## 结构
1890年代至20世纪初，《藍敏凱寧在圖奧內拉》曾作为第二乐章演奏；《圖奧內拉的天鵝》曾作为第三乐章演奏，根据布賴特科普夫與黑特爾音樂出版社于1901年所发布的西貝流士相关的管弦音乐作品集，将《圖奧內拉的天鵝》记为组曲中的第三乐章。西貝流士于1939年调换了这两个乐章的位置，将《圖奧內拉的天鵝》作为第二乐章演奏。尽管如此，原先的版本依旧受到欢迎，指挥家在演奏全本的《藍敏凱寧组曲》时可以自由的选择新旧两种方案。2019年1月份，芬兰指挥家埃萨-佩卡·萨洛宁指挥旧金山交响乐团首演《藍敏凱寧組曲》时便采用了旧版的演奏顺序，而包括洛杉矶爱乐乐团和芝加哥交响乐团在内的乐团则多采用新版的演奏顺序。
按照西貝流士于1939年修改过后新版的演奏顺序，該組曲包含如下四個樂章，分別是《藍敏凱寧与岛上的少女》（第一樂章）、《圖奧內拉的天鵝》（第二樂章）、《藍敏凱寧在圖奧內拉》（第三樂章）和《藍敏凱寧的归来》（第四乐章）。

### 《藍敏凱寧与岛上的少女》
该乐章取材自《卡勒瓦拉》中的第29部诗篇（Canto XXIX），讲述了勒明蓋寧曾避难在萨里岛（Saari）上，以一个远行归来的英雄身份在此用他的歌声赢得了岛上少女和寡妇的芳心并诱奸了她们，等到岛上其他男性听闻此事而怒气冲冲归来时，勒明蓋寧仓皇逃窜的行为却使得岛上女性的懊丧不已。第一乐章由绵延的方式延展开来并以渐快的节奏辅之以舞蹈般的主题演奏，随后原本绵延的主题又逐渐强化其在弦乐部分的力度，结合丰富的调性变化去塑造一个英雄。在这一乐章中，西貝流士运用突然充满激情的爆发和紧张氛围的塑造，两者相互交融以造成对观众听觉的震撼冲击，这样的技巧在他的第一交响曲中也有所体现。该乐章的重现和发展部分较为漫长，以创造将观众的注意延伸到一个持续且拉长的渐强并最终达到高潮的听觉体验，该乐章以较为压抑的情绪作为其结尾预示勒明蓋寧悲歌般地离去。

### 《圖奧內拉的天鵝》
该乐章取材自《卡勒瓦拉》中的第14部诗篇（Canto XIV），描述了巫婆婁希驱使勒明蓋寧去杀死游弋在圖奧內拉黑河上的天鵝，而自己却因此身亡的故事。该乐章以十分昏暗的方式展开，将弦乐器的演奏部分进行多重的拆分并使用英国管的独奏表现河中天鹅的哀怨。而后，竖琴的演奏将该乐章引入到一个更加明亮但又转瞬即逝的C大调上，以表现天鹅跃升于天空之中又很快滑翔至昏暗之间的落差，乐章最终在平静与缓和的鼓声中消逝结尾。西貝流士在作曲时，曾在该乐章题词道：
|  | 冥府圖奧內拉......被一条宽阔而隐伏着激流的黑水环绕着，天鹅以威严的姿态在河面上边游边引吭高歌。 |

### 《藍敏凱寧在圖奧內拉》
该乐章取材自《卡勒瓦拉》中的第14部和第15部诗篇（Canto XIV-Canto XV），是讲述勒明蓋寧的母亲在听闻其儿子在圖奧內拉的死讯后，向技工伊爾瑪利寧讨得一个耙子并将她儿子残存的尸首从河中捞起，勒明蓋寧又奇迹般复活了的故事。西貝流士使用一种沉闷且不详的情绪在F小调中以弦乐器组的震音和由四个音符组成而又以其中的第四个音符降调而结束的樂想展开这一乐章。原本平静的展开部分由小号、圆号和长号突如其来的爆发而终结并进入紧张的高潮，西貝流士在華格納的歌剧《帕西法爾》中借鉴了这样的技巧。随后，音乐的紧张感和强度逐步减弱并结合以弦乐器和长笛的演奏塑造出一个摇篮曲式的挽歌。西貝流士使用大提琴的独奏在该乐章的结尾重现其在开头不详且沉闷的主题并呼应了在上一个乐章《圖奧內拉的天鵝》中类似的情感。

### 《藍敏凱寧的归来》
该乐章取材自《卡勒瓦拉》中的第30部（Canto XXX），讲述了勒明蓋寧决心为其母亲和他的人民遭到波赫約拉的洗劫而报仇，最后厌倦了战争的摧残并最终踏上了归途的故事。与第二乐章《圖奧內拉的天鵝》所表达的昏暗不同，该乐章的巴松管演奏重复且暗沉在小调的固定低音，使得整体的樂句富有爆发力且该乐章音程的逐步下降呼应了上一个乐章《藍敏凱寧在圖奧內拉》。乐章中很难找到一个重复和主要的描述勒明蓋寧的主導動機，但西貝流士提供了一个连贯和统一的以巴松管为主的音乐暗示以引导听众，并辅之以弦乐部分在进入到降E小调之前调性上灵活的变化，最终将曲乐带入到迴旋曲式的结尾以标志勒明蓋寧英雄般的归来。西貝流士曾在1921年谈及该乐章时对《藍敏凱寧的归来》评价道：
|  | 芬兰人不应羞于对自己表现出自豪感，我们应当端正态度，昂首挺胸！这便是贯穿在《藍敏凱寧的归来》的内在情绪。藍敏凱寧与伯爵贵族那般的优秀。他确是毫无疑问的贵族！ |

## 外部連結
- 藍敏凱寧組曲：国际乐谱典藏计划上的乐谱